# Джар Джар Бінкс
Джар Джар Бінкс (англ. Jar Jar Binks) (народився близько 50 року ДБЯ) — вигаданий персонаж у другій трилогії «Зоряних війн»: фільмах «Зоряні війни: Прихована загроза», «Зоряні війни: Атака клонів» і «Зоряні війни: Помста ситхів». Джар Джар — основний комічний персонаж в трилогії-пріквелі.
Джар Джар Бінкс — високий (зростом 1,96 м) гунган з довгими вухами і стебельчатими очима, схожий на антропоморфізованого гадрозавра або качкодзьоба. За характером Джар Джар — добрий і наївний, проте його позитивні якості потьмарюються неповторною незграбністю. Тим не менш, його призначення в Галактичний Сенат першим сенатором свого виду свідчить про те, що він проявляв певні політичні здібності.

## Сюжет
Відповідно до створеної Террі Бруксом новеллізації Епізоду I «Зоряних воєн», Джар Джар розбив хейбліббер (підводний човен) короля Бос Насса, через що був вигнаний з рідного дому. Він жив в болотистих районах планети Набу, поки не зустрів двох лицарів-джедаїв — Квай-Гон Джинна і Обі-Ван Кенобі. Квай-Гон рятує життя Джар Джар від військ Торгової Федерації, і Джар Джар, слідуючи кодексу честі гунганів, вважає своїм обов'язком з цього моменту постійно слідувати за своїм рятівником.
Дізнавшись, що Квай-Гону і Обі-Вану необхідно вийти на зв'язок з королевою Набу Амідалою, а на планету висадилися танки і бронетранспортери Торгової Федерації, Джар Джар пересилює свій страх і погоджується провести своїх нових знайомих до підводного міста гунганів Ото Гунги. Прибулого туди Джар Джар і двох супроводжуючих його джедаїв затримує і представляє погляду Бос Насса старий друг незграбного гунгана капітан Тапалс. Вислухавши Квай-Гона і Обі-Вана, король гунганів «між іншим» засуджує Джар Джар до страти, але Квай-Гон за допомогою маніпуляції свідомості вчасно зупиняє Бос Насса, стверджуючи, що згідно зі звичаями гунганів життя Джар Джар з моменту його порятунку належить рятівникові.
Після звільнення королеви Амідали від дроїдів-конвоїрів королева, джедаї і Джар Джар Бінкс летять на Корусант, але пошкоджений корабель, на якому вони летять, робить вимушену посадку на пустельній планеті Татуїн. Там вони зустрічають дев'ятирічного Енакіна Скайуокера. Після відвідин Корусанту Джар Джар з рештою повертається на рідну планету. Обстеживши спустошене місто гунганів, Джар Джар прийшов до висновку, що його мешканці пішли в «святе місце» і відправився слідом за ними. Джар Джар сприяв укладенню союзу між гунганами і наземними жителями Набу, за що був підвищений Бос Нассом до генерала. Як генерал Джар Джар брав участь у битві на Набу, що служила відволікаючим маневром для звільнення палацу і ангара в Тиді.
Протягом усього першого епізоду Джар Джар бере участь у ряді комічних сцен. Наприклад, в ході самої битви він випадково викочує ряд куль-бумерів, які знищили значну кількість дроїдів і танків Торгової Федерації. Як тільки Джар Джар і капітана Тапалса оточують бойові дроїди і вони здаються в полон, Енакін Скайуокер знищує станцію Торгової Федерації, що призводить до знеструмлення її наземних військ. Після перемоги Джар Джар бере участь у святкуванні, яке ознаменувало собою примирення гунганів і наземних жителів Набу.
У наступній частині кіноепопеї «Зоряних воєн», «Зоряні війни: Атака клонів», Джар Джар приділено набагато менше часу. Він заміщає Падме Амідалу на посту сенатора від Набу в Галактичному Сенаті. Оскільки Падме відсутня, Джар Джар змушений сам винести на розгляд Сенату пропозицію про надання Верховному Канцлеру Палпатіну надзвичайних повноважень для створення армії Республіки — армії клонів. Палпатін використав цю пропозицію як перший крок на шляху трансформації Галактичної Республіки в Галактичну Імперію.
У фільмі «Зоряні війни. Епізод III. Помста ситхів» Джар Джар грає ще меншу роль. Він з'являється всього три рази, у тому числі у похоронній церемонії Падме Амідали поряд з Бос Насса. У Джар Джар було приблизно 15 слів у фільмі, але навіть їх вирізали (залишилася тільки фраза «Вибачте», яку Джар Джар вимовляє, випадково натикаючись на свого колегу-сенатора). У вирізаних сценах Джар Джар, який усвідомив допущену ним помилку (пропозиція надати канцлеру надзвичайні повноваження), постає в складі «делегації 2000» — групи сенаторів, що встали в опозицію до згортання демократії Палпатіном.
Джар Джар Бінкс з'являється також в мультсеріалі «Зоряні війни: Війни клонів»; принаймні, в одній серії він навіть стає головним героєм.

## Доля
Оскільки посилання на смерть Джар Джар в «Зоряних війнах» відсутні, можна припустити, що він є одним з трьох головних дійових осіб кіноепопеї (поряд з R2-D2 і С-3РО), які виживають протягом усіх шести фільмів. Хоча деякі шанувальники «Зоряних воєн», незадоволені комічністю Джар Джар, вимагали від Лукаса, щоб він убив свого героя на Алдераані, коли той був знищений Гранд Моффом Таркіном, але в кінець завершальної частини (Повернення джедая) додана сцена, в якій якийсь гунган викрикує: «Наша вільна!»
Хоча Джордж Лукас заявив, що цей гунган — не Джар Джар, він також спростував чутки про те, що Джар Джар загинув на Алдераані. Свіжі чутки стверджують, що гунган повернувся на Корусант і осів на ньому разом зі своєю родиною (дружиною і сином Абсо Бар Бінксом, який пізніше приєднався до повстанців), засідаючи в Імперському Сенаті, а сам Джар Джар помер у похилому віці від старості. Згідно з офіційною системою «Lucasfilm», це вважається «G-каноном».

## Критика
Ще до виходу в світ епізоду «Прихована загроза» Джар Джар Бінкс став об'єктом досить серйозної уваги з боку ЗМІ та громадськості, хоча і дещо не в тому ключі, як планували, ймовірно, його творці. Бінкс став «символом» того, що більшість рецензентів, такі як Брент Стейплс («The New York Times»), Девід Едельштейн («Slate») і Ерік Харрісон («Los Angeles Times»), назвали творчим недоліком фільму. Персонаж був підданий широкій критиці і часто висміювався людьми, які вважали, що Джар Джар був включений у фільм виключно для залучення уваги дитячої аудиторії. Один з фанатів світу «Зоряних воєн», режисер Майк Дж. Ніколс, створив і почав безкоштовно поширювати модифіковану версію фільму під назвою «The Phantom Edit», в якій було вирізано кілька сцен із зображенням того, що Ніколс назвав «витівками Джа». Персонаж був також висміяний в епізоді серіалу «Південний парк» під назвою «Jakovasaurs», в «Чарівних батьках» (епізод «Abra-Catastrophe!»), «Сімпсонах» (епізод «Co-Dependent's Day»), а також в пародіює «Зоряні війни» епізодах «Робоцип», в якому Бест виконував його роль як голос за кадром[незрозуміло].
Поряд з кінокритиками багато хто також звинувачував авторів фільму в надмірній комерціалізації, спрямованої на дітей молодшого віку (критика спочатку була тотожною з критикою введення евоків в «Поверненні джедая»). Творець «Зоряних воєн» Джордж Лукас заявив, що він відчуває, що є деяка частина шанувальників, які засмучуються через ряд аспектів «Зоряних воєн», тому що «ці фільми для дітей, але вони не хочуть визнати, що… існує невелика група шанувальників, які не люблять комічних помічників. Вони хочуть, щоб фільми були жорсткими, як „Термінатор“, і вони стають дуже засмученими і впертими відносно чого-небудь, що як-небудь пов'язано з дитячістю». Роб Коулман, який був главою команди аніматорів «Industrial Light & Magic», попередив Лукаса, що команда вважає, що персонаж Джар Джар буде невдалим. Лукас відповів йому, що він спеціально ввів Джар Джар у фільм для залучення уваги маленьких дітей дванадцяти років і молодше.
Джо Моргенштерн з «The Wall Street Journal» описав персонажа як «растафаріанця Степина Фетчіта на платформах-копитах, дратівливо пересічного з Баттерфляй Маккуїн». Патрісія Дж. Вільямс припустила, що багато аспектів персонажа Джа дуже нагадують архетипи, що зображують використовуючих грим блекфейс артистів менестрель-шоу, у той час як інші вважають, що персонаж є «невимушеним персонажем-клоуном», що уособлює стереотипи про чорношкірих жителів Карибських островів. Джордж Лукас спростував будь-які зв'язки персонажа з расизмом.